# 安德里亚·日夫科维奇
安德里亚·日夫科维奇（1996年7月11日—），塞爾維亞足球運動員。在場上的位置是邊鋒。他現在效力於希臘足球超級聯賽球隊PAOK。他也代表塞爾維亞各級國青隊參賽。他是游擊隊史上最年輕的隊長。